# Fremgangsteologi
Fremgangsteologi er en kristen teologisk retning som mener at Gud hjælper dem som tror på ham. I ekstremen indebærer det overbevisningen om at alle kan blive helbredt og leve i økonomisk overflod i dag ved at blive kristne. Også modsætningen: at en person som lever et syndigt liv åbner døren til at djævlen kan komme ind, hvorfor sygdom, handicap eller andre ulykker ses som straf fra djævelen.
 Der er for få eller ingen kildehenvisninger i denne artikel, hvilket er et problem. Du kan hjælpe ved at angive troværdige kilder til de påstande, som fremføres i artiklen.